# Ngôn ngữ ký hiệu Hàn Quốc
Ngôn ngữ ký hiệu Hàn Quốc (tiếng Anh: Korean Sign Language), thường được viết tắt là KSL (tiếng Hàn: 한국 수화 언어; Hanja: 韓國手話言語; Romaja: Hanguk Suhwa Eoneo; Hán-Việt: Hàn Quốc thủ thoại ngôn ngữ hoặc 한국 수어; 韓國手語; Hanguk Sueo; Hán-Việt: Hàn Quốc thủ ngữ) là ngôn ngữ ký hiệu điếc của Hàn Quốc. Nó thường được gọi đơn giản là 수화; 話; suhwa, có nghĩa là ký chung.
KSL hiện là một trong những ngôn ngữ chính thức tại Hàn Quốc, bên cạnh tiếng Hàn Quốc.

## Khởi đầu
Sự khởi đầu của ngôn ngữ ký hiệu Hàn Quốc bắt nguồn từ năm 1889, mặc dù những nỗ lực tiêu chuẩn hóa chỉ bắt đầu vào thế kỷ 21, chính xác là vào năm 2000. Trường học đầu tiên ở Hàn Quốc đặc biệt bị điếc được thành lập vào ngày 1 tháng 4 năm 1913 tại Seoul và được đặt tên là Trường học dành cho người khiếm thính vào năm 1945. Sau đó, tên của trường được đổi thành Trường dành cho người khiếm thính Seoul năm 1951.

## Phòng ngừa
Mặc dù sự tồn tại của ngôn ngữ ký hiệu Hàn Quốc có trước thời kỳ Nhật Bản chiếm đóng (de jure bắt đầu từ năm 1910), một số tính năng trong ngôn ngữ ký hiệu tiếng Hàn giống như ngữ pháp ngôn ngữ ký hiệu Nhật Bản (BIJ) đã được phát triển khi Hàn Quốc nằm dưới sự thống trị của thực dân Nhật Bản. BIK được coi là một phần của Ngôn ngữ ký hiệu Nhật Bản.